# Слуцкое духовное училище
Слуцкое духовное училище — учебное заведение, существовавшее в Слуцке с XVIII до начала XX века. Относилось к Минской духовной консистории. Памятник архитектуры XIX в, представляющий эпоху позднего классицизма.

## История
Занятия начались 15 сентября 1785 года. Первыми учащимися и стали воспитанники ранее существовавших в Слуцке школ коллегиума при Троицком монастыре и «дьяковской» школы при Ильинском. Число их не превышало 25 человек. Они были распределены сообразно ранее приобретённым познаниям и составляли классы грамматики и синтаксисмы. Ректором являлся преосвященный Виктор, префектом был назначен Пантелеймон Корбут-Иллекевич, который непосредственно и управлял семинарией. Учебное заведение носило название «Набожная Слуцкая преосвященного Виктора Садковского семинария» (В.Садковский — архимандрит Троицкого монастыря).Обучение проходило в трапезной Слуцкого Свято-Троицкого монастыря. В 1885 году для него заложили новое кирпичное здание (арх. Л. Садовский).
Количество обучающихся в семинарии неуклонно росло и, например, в 1809 году достигало 146 человек. В 1803 году открылись высшие — фолософский и богословский классы. До того аттестаты выдавались окончившим двухлетний риторический класс.
В 1812 году война привела семинарию к полному разорению. В семинарии во время войны жили французы. Здания были повреждены, библиотека разграблена и частично сожжена, семинарский архив потерян. Но в 1813 году семинария была восстановлена.
Окончательное восстановление совпало с преобразованием семинарии, которое произошло 20 сентября 1817 года, семинария распалась на три духовно-учебных учреждения: собственно семинария, уездное училище, приходское училище. В семинарии изучали словесные, философские и богословские науки, всемирную и церковную истории, математику, греческий, французский, немецкий, еврейский, польский языки. Экзамены проводились два раза в год: один во второй половине декабря, второй — годовой, после которого проводился и общий экзамен, на котором присутствовали гости и архиереи.
Учебный процесс начинался 1 сентября и оканчивался в июле. Помимо занятий ученики регулярно должны были посещать богослужение, по воскресным и праздничным дням перед ними публично изъяснялись православный катехизис и дневные чтения из евангелий.
Лучшие выпускники имели возможность поступать в средние и высшие духовные учебные учреждения, но подготовка (в первую очередь семинарская) позволяла сдать экзамены и в светские.
14 сентября 1840 года семинария переехала в Минск. В Слуцке осталось только мужское духовное училище, которое просуществовало до начала XX века.
После установления советской власти духовное училище было закрыто. Здание училища во время Великой Отечественной войны уцелело, и после освобождения Беларуси в нём находилось педагогическое училище, довоенный корпус которого был разрушен. В разное время здесь размещались учебные классы средней школы № 2, а также сельскохозяйственное профессионально-техническое училище.
Здание находится под охраной государства как памятник архитектуры, в нём размещается Слуцкий государственный медицинский колледж.

## Известные ученики
- Вениамин (Новицкий) — епископ Русской православной церкви; с 1973 года архиепископ Чебоксарский и Чувашский.
- Конопасевич, Даниил Стефанович — православный священник, убитый повстанцами во время польского восстания 1863—1864 годов.
- Святой Владимир Гезгальский — небесный покровитель Гезгал.
- Янка Скрыган — белорусский писатель.
- Теравский, Владимир Васильевич — белорусский дирижёр, композитор, фольклорист, церковнослужитель.